# Mohammed ben Abdallah
Mohammed ben Abdallah, född 1710, död 1790, var regerande sultan av Marocko mellan 1757 och 1790. 